# U 849
U 849 war ein deutsches U-Boot des Typs IX D2, das im Zweiten Weltkrieg eingesetzt wurde. Boote dieser Klasse wurden auch „Fern-U-Boote“ genannt, da sie über eine große Reichweite verfügten. U 849 gehörte zur U-Bootgruppe Monsun, die im Indischen Ozean operierte.

## Geschichte
Der Bauauftrag des Bootes erging am 20. Januar 1941 an die (DeSchiMAG AG Weser) in Bremen. Diese Werft baute alle Typ-IX-D-Unterseeboote, die im Zweiten Weltkrieg durch die Kriegsmarine eingesetzt wurden, insgesamt 31 Stück. Ein Jahr nach der Vergabe des Bauauftrages wurde das Boot mit der Baunummer 1055 am 20. Januar 1942 auf Kiel gelegt. Nach einer Bauzeit von neun Monaten und elf Tagen wurde U 849 vom Stapel gelassen und nach dem Einrichten sowie der endgültigen Fertigstellung am 11. März 1943 vom Kapitänleutnant Heinz-Otto Schultze in Dienst gestellt. Die Besatzung wählte als Bootsemblem einen Vogel, der an einer Art Leine hinterher gezogen wurde. Dieses Zeichen war eine Anspielung auf den „Bachstelze“ genannten Tragschrauber der Firma Focke-Achgelis, den die IX-D2-Boote mit sich führten. Nach der Indienststellung wurde das Boot als Ausbildungsboot der 4. U-Flottille in Stettin zugeteilt, wo die Boote eingefahren und ihre Bootsbesatzungen für den künftigen Einsatz trainiert und vorbereitet wurden. Am 2. Oktober 1943 erhielt der Kommandant den Befehl zu seiner ersten Feindfahrt mit diesem Boot. Das U-Boot verließ den Hafen und sollte den Indischen Ozean erreichen, kam dort jedoch nicht an.

## Verbleib
Am 17. November wurde dem auf der Insel Ascension stationierten US-amerikanischen Bomber-Geschwader, der United States Navy Squadron VB-107, ein nach Süden fahrendes deutsches U-Boot gemeldet. U 849 wurde am 25. November 1943 im Südatlantik von zwei Flugzeugen dieses Geschwaders aufgespürt und westlich der Kongo-Mündung durch einen US-amerikanischen Bomber, geflogen von Lieutenant (junior grade) Marion Dawkins, mit sechs Wasserbomben angegriffen. Dawkins warf die Bomben aus der sehr geringen Höhe von lediglich acht Metern ab. Eine der Wasserbomben prallte vom Deck des deutschen U-Bootes ab, sprang in die Höhe und beschädigte das Höhenleitwerk des amerikanischen Bombers. Die Detonation der dicht am Boot platzierten Wasserbomben versenkten U 849 an Position 6° 30′ S, 5° 40′ W. Die Besatzung oder Teile davon waren bereits vorher von Bord gegangen. Dawkins meldete später, 30 Überlebende im Wasser ausgemacht zu haben. Von den Flugzeugen wurde zwar ein Rettungsfloß abgeworfen, es gab jedoch keine Überlebenden.